# Pyralis
Pyralis är ett släkte av fjärilar som beskrevs av Carl von Linné 1758. Pyralis ingår i familjen solmott, Pyralidae.

## Bildgalleri

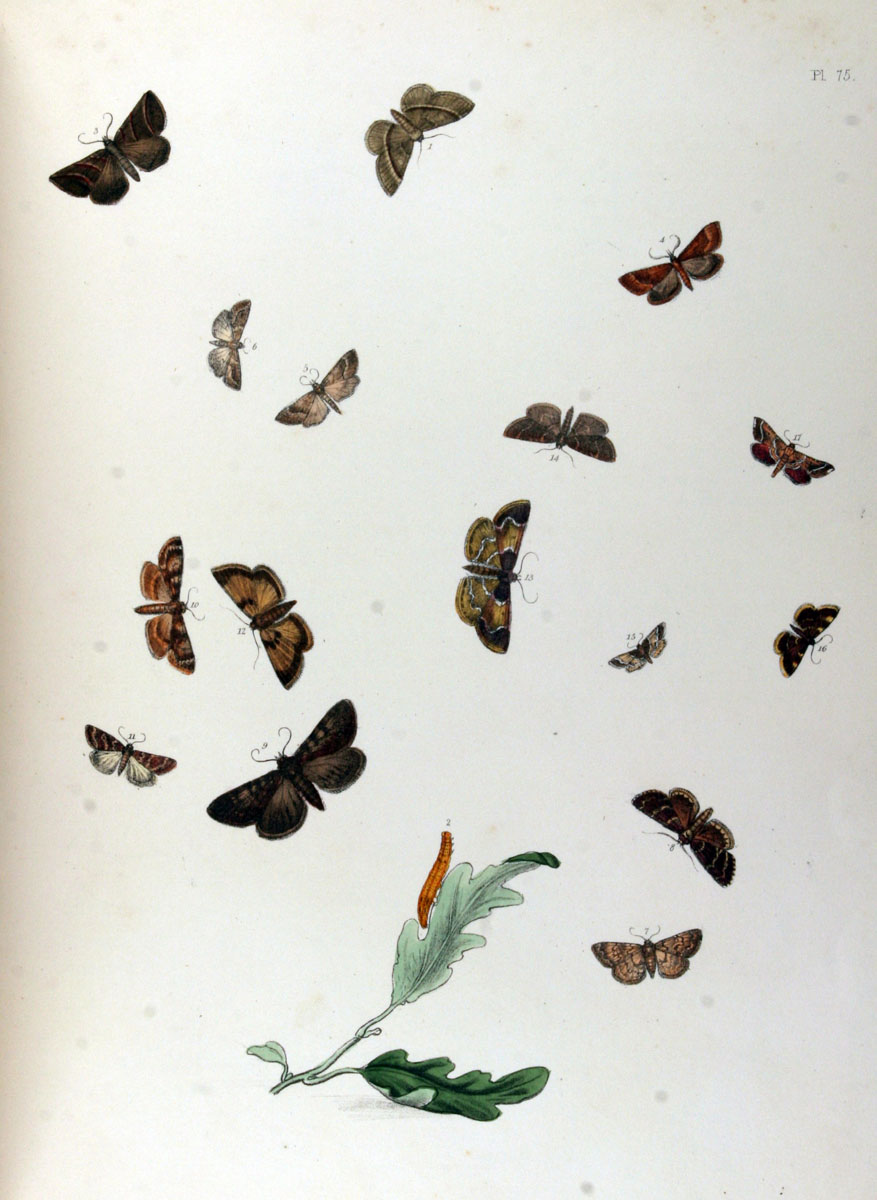
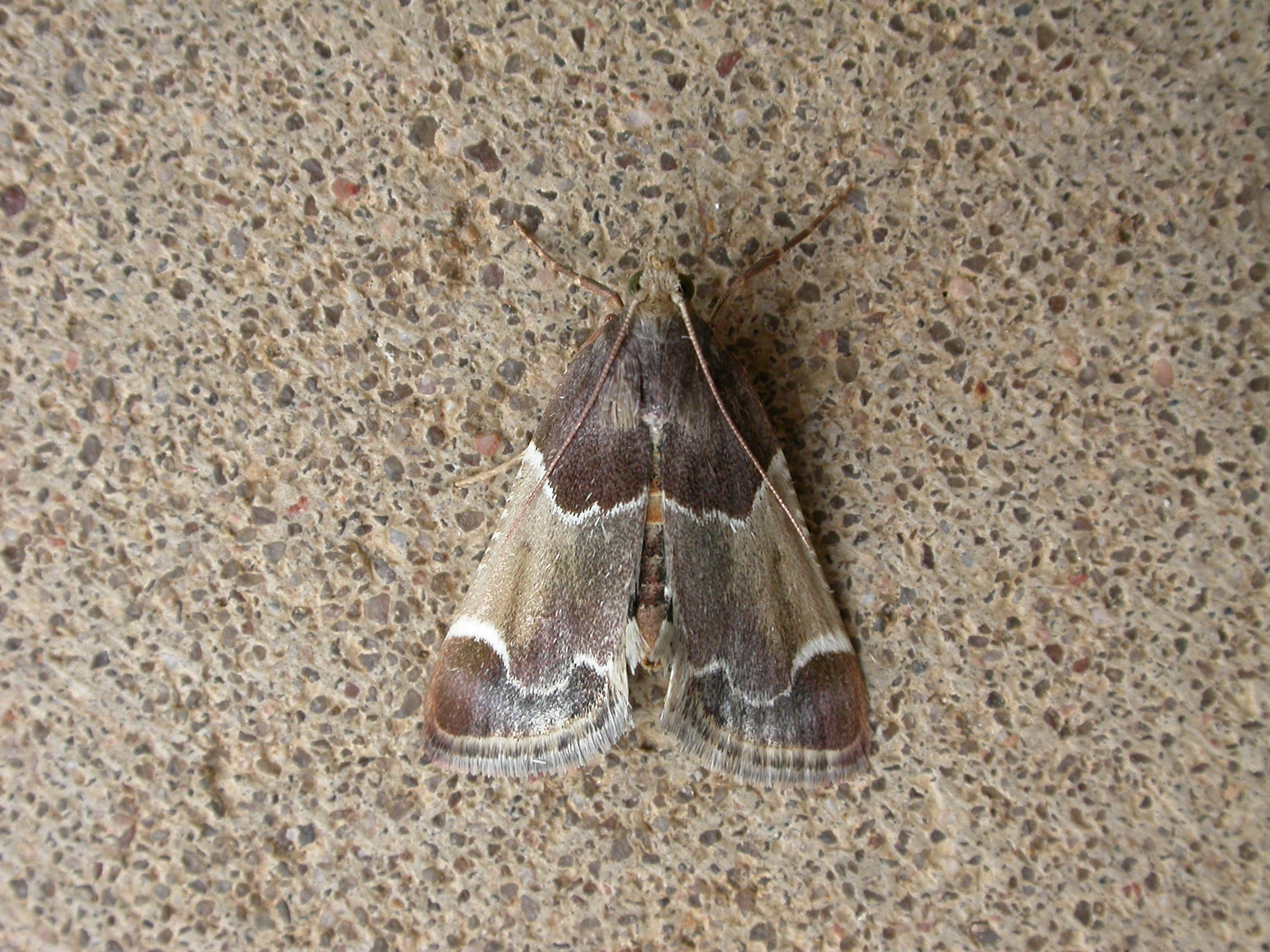
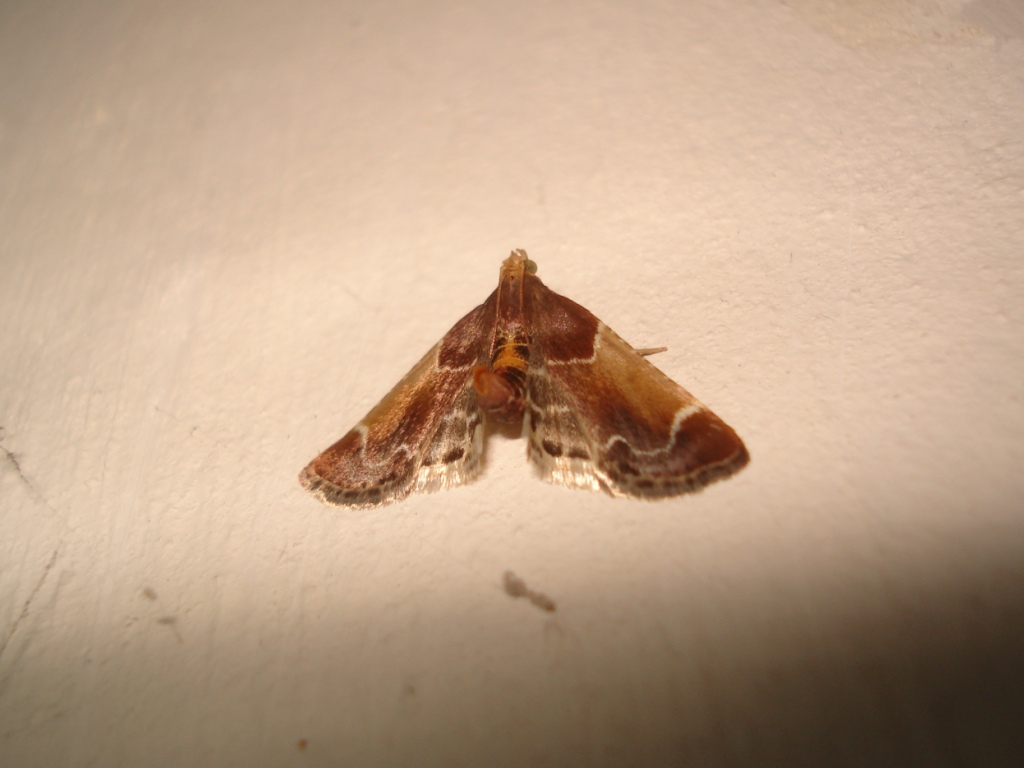
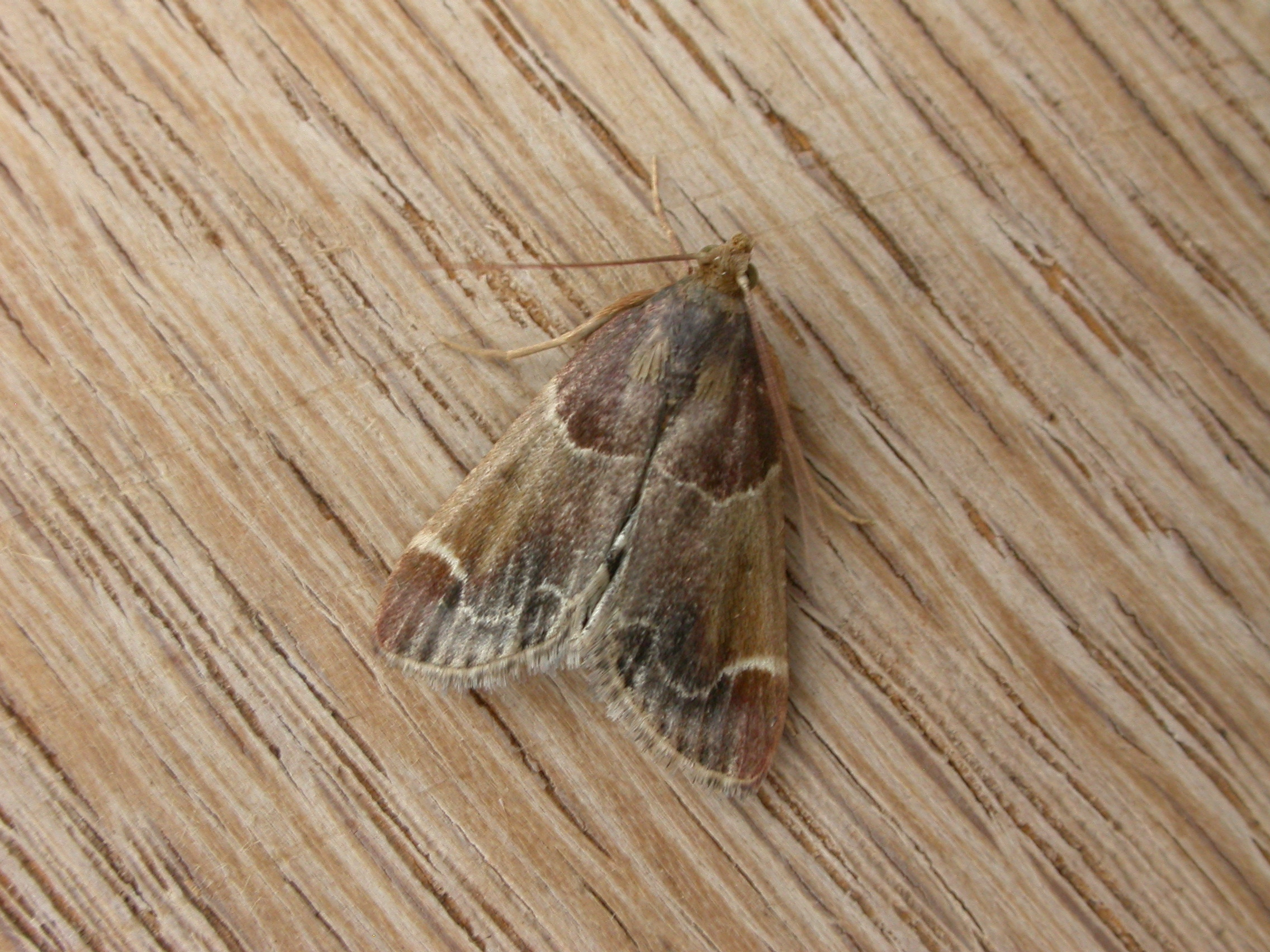
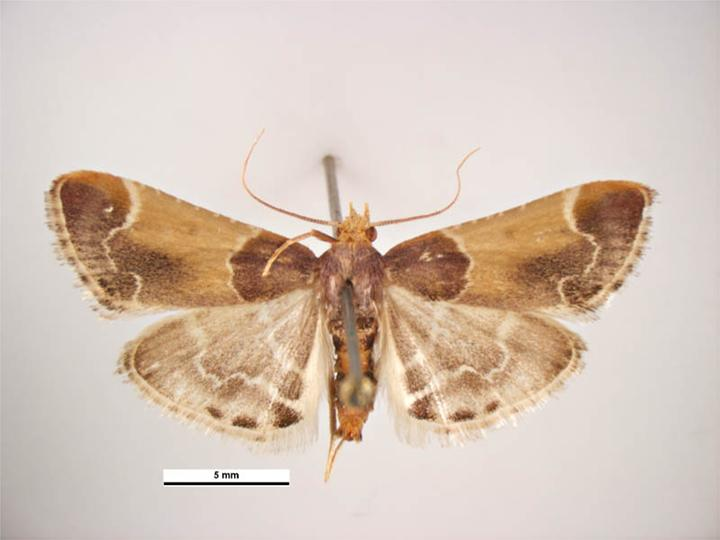
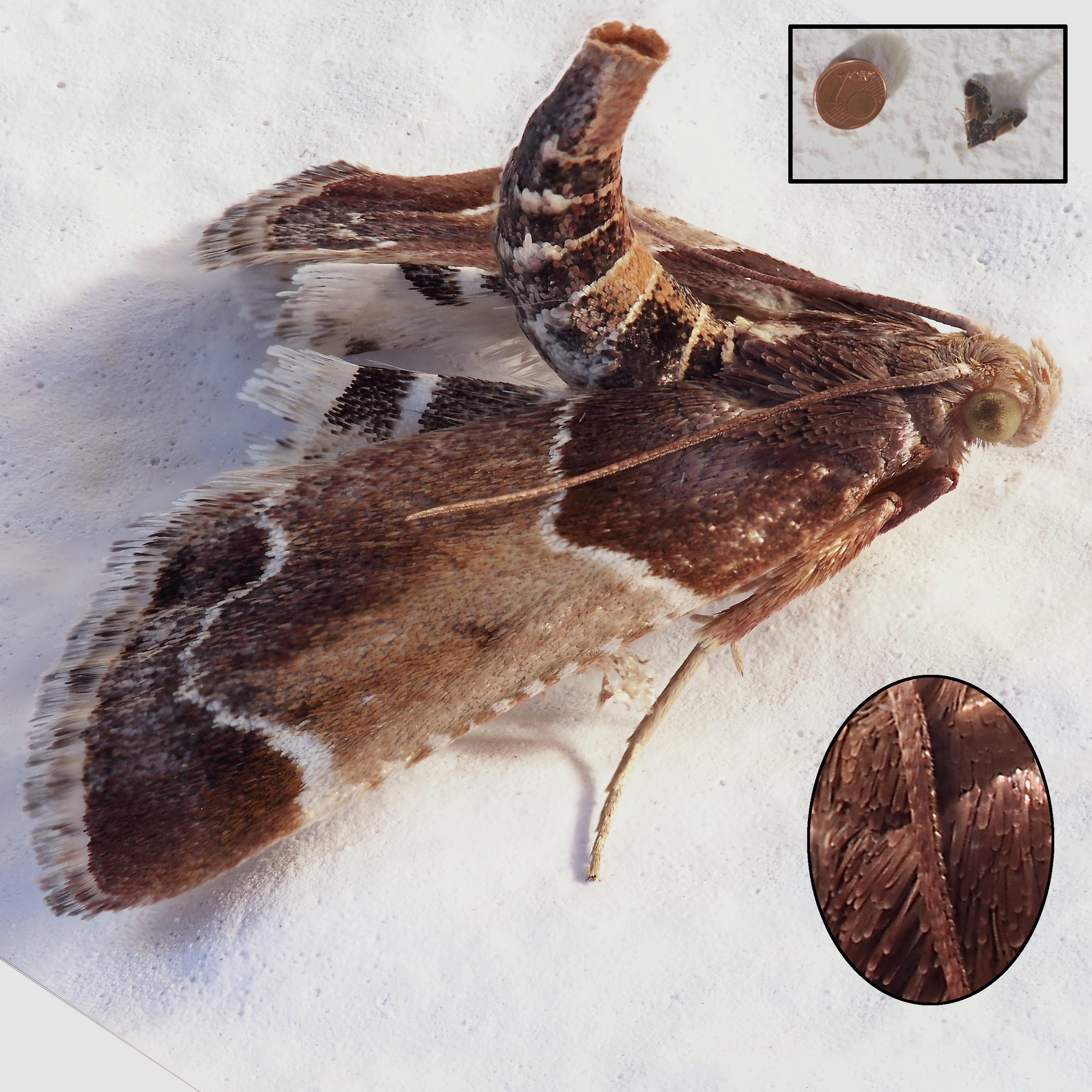

## Dottertaxa tillPyralis, i alfabetisk ordning[1][2]
- Pyralis achatina
- Pyralis albiguttata
- Pyralis albilautalis
- Pyralis anaemicalis
- Pyralis atrisparsalis
- Pyralis bractiatella
- Pyralis bryalis
- Pyralis buckwelli
- Pyralis buddhalis
- Pyralis callista
- Pyralis caustica
- Pyralis cautalis
- Pyralis centripunctalis
- Pyralis chrysocoma
- Pyralis chrysomima
- Pyralis compsobathra
- Pyralis compsodryas
- Pyralis costinotalis
- Pyralis costipunctalis
- Pyralis cyamospila
- Pyralis dacicalis
- Pyralis despectalis
- Pyralis divagalis
- Pyralis domesticalis
- Pyralis ectaemialis
- Pyralis effulgens
- Pyralis elachia
- Pyralis elongalis
- Pyralis exumbralis
- Pyralis farinalis
- Pyralis faviusalis
- Pyralis flavicapitalis
- Pyralis flavimedialis
- Pyralis flavirubralis
- Pyralis fraterna
- Pyralis fumipennis
- Pyralis funebralis
- Pyralis gerontesalis
- Pyralis haematinalis
- Pyralis heliocrossa
- Pyralis imperialis
- Pyralis ingentalis
- Pyralis intermedialis
- Pyralis juengeri
- Pyralis kacheticalis
- Pyralis kaszabi
- Pyralis laudatella
- Pyralis licnospila
- Pyralis lienigialis
- Pyralis linpingialis
- Pyralis lucidalis
- Pyralis manihotalis
- Pyralis marianii
- Pyralis marmorea
- Pyralis mensalis
- Pyralis meridionalis
- Pyralis minimalis
- Pyralis miseralis
- Pyralis moupinalis
- Pyralis narynensis
- Pyralis nigricilialis
- Pyralis obscuralis
- Pyralis obsoletalis
- Pyralis oenoealis
- Pyralis orbigera
- Pyralis orientalis
- Pyralis palastinensis
- Pyralis palesalis
- Pyralis pallidiscalis
- Pyralis pascualis
- Pyralis pastoralis
- Pyralis perpulverea
- Pyralis persicodora
- Pyralis perversalis
- Pyralis phoenicealis
- Pyralis phycidalis
- Pyralis pictalis
- Pyralis praedicta
- Pyralis prepialis
- Pyralis princeps
- Pyralis proboscidalis
- Pyralis pronoealis
- Pyralis proximalis
- Pyralis pulchellalis
- Pyralis pupalis
- Pyralis pygmaealis
- Pyralis ravolalis
- Pyralis recisalis
- Pyralis regalis
- Pyralis roseitincta
- Pyralis rubellalis
- Pyralis rubiginetincta
- Pyralis rufibasalis
- Pyralis sardoplumbea
- Pyralis secretalis
- Pyralis subjectalis
- Pyralis subregalis
- Pyralis subresectalis
- Pyralis suzukii
- Pyralis taihorinalis
- Pyralis tenerifensis
- Pyralis transcaspica
- Pyralis trifolialis
- Pyralis tyrialis
- Pyralis undulalis
- Pyralis vetusalis
- Pyralis vilisana